# Ziliarkörper
Der Ziliarkörper (auch Strahlenkörper genannt; lateinisch Corpus ciliare) ist ein Abschnitt der mittleren Augenhaut. Er dient der Aufhängung der Linse und der Akkommodation. Außerdem ist er an der Produktion des Kammerwassers beteiligt.
Der Übergang von der Aderhaut (Chorioidea) zum Ziliarkörper ist die Ora serrata (gesägter Rand). Von hier aus wölbt sich das Corpus ciliare in Form eines Ringwulstes (Ziliarring, Orbiculus ciliaris oder Pars plana) nach innen gegen die Linse vor. Am Scheitelpunkt des Wulstes ragen Ziliarfortsätze (Processus ciliares) nach innen. Deren Gesamtheit stellt den Ziliarkranz (Corona ciliaris) dar. An diesen Fortsätzen entspringen radiär Zonulafasern (Fibrae zonulares) und befestigen sich am Linsenäquator. Die Gesamtheit der Zonulafasern wird als Zonula ciliaris bezeichnet. Nach vorn geht es in die Iris über.
Der Strahlenkörper besteht aus pigmentiertem Bindegewebe. Er wird von einer zweischichtigen Epithellage überzogen, der Pars ciliaris retinae, die ein Teil der Pars caeca retinae (dem „blinden“ Teil (Pars caeca) der Netzhaut) darstellt. Die gefensterten Strahlenkörperkapillaren bilden zusammen mit den unpigmentierten Zellen dieses Epithels das Kammerwasser und Hyaluronsäure.
In die Eigenschicht des Strahlenkörpers ist der glatte Musculus ciliaris (Ziliarmuskel) eingelagert. Die Kontraktion dieses parasympathisch innervierten Ziliarmuskels bewirkt die Nahakkommodation. Er engt den Innenumfang des Strahlenkörpers ein, wodurch die Zonulafasern entspannt werden. Aufgrund der Eigenelastizität der Linse rundet sich diese ab und verkleinert ihren Krümmungsradius, was zur Naheinstellung führt. Bei Erschlaffung des Muskels werden die Zonulafasern wieder gespannt und ziehen die Linse entgegen ihrer Eigenelastizität wieder in eine abgeflachte Form (Ferneinstellung). Der Ziliarmuskel wird über den Nervus oculomotorius (III. Hirnnerv) innerviert. Die Umschaltung der parasympathischen Fasern erfolgt im Ganglion ciliare. Sensibel wird das Corpus ciliare von den Nervi ciliares longi et breves innerviert.

## Klinische Verweise
- Ein Abreißen der Zonulafasern führt zur Verlagerung der Linse (Linsenluxation).
- Ein schmerzhafter Ziliarspasmus kann infolge einer Entzündung der vorderen Augenstrukturen entstehen.
- Ein von unpigmentierten Epithelzellen des Ziliarkörpers ausgehender Tumor wird als Diktyom bezeichnet.[1]